# Liane (plante)
Pour les articles homonymes, voir Liane.

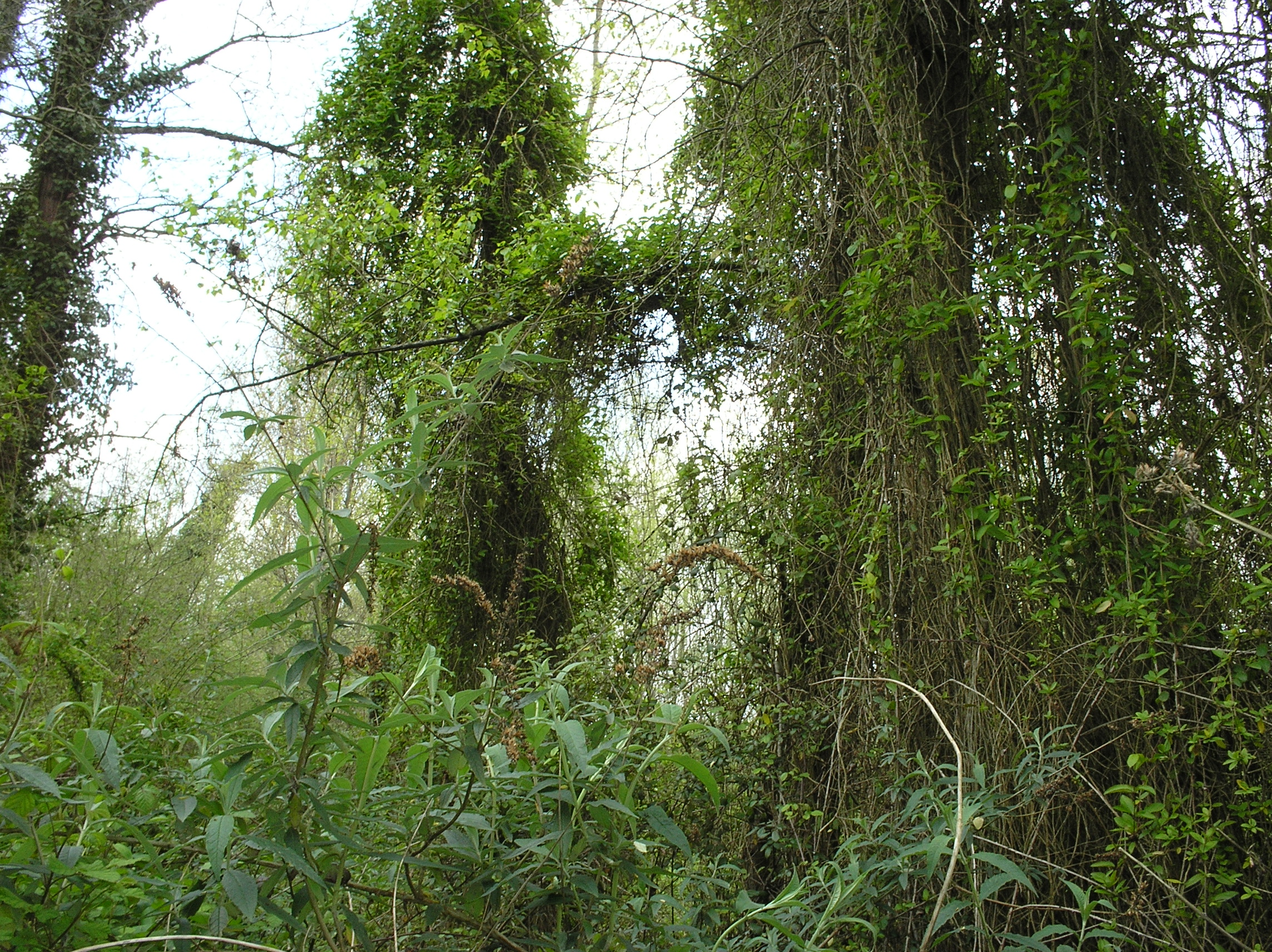
Lianes (Clématites ; Clematis vitalba L) sur les berges du Gave de Pau.

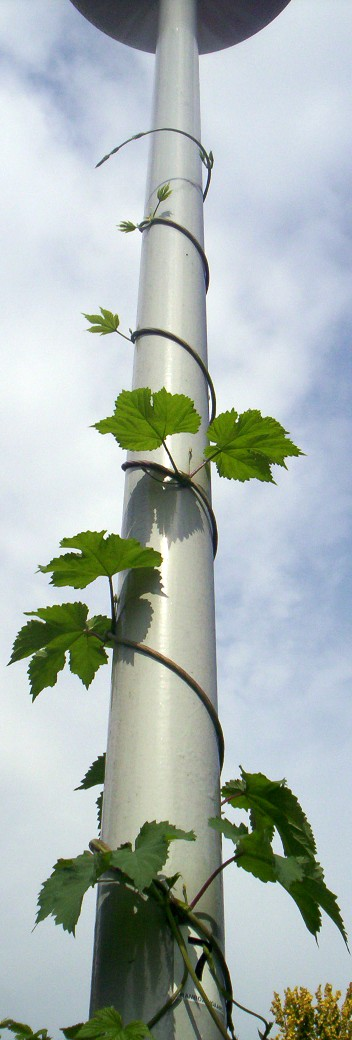
Mobilier urbain servant de support à un houblon.

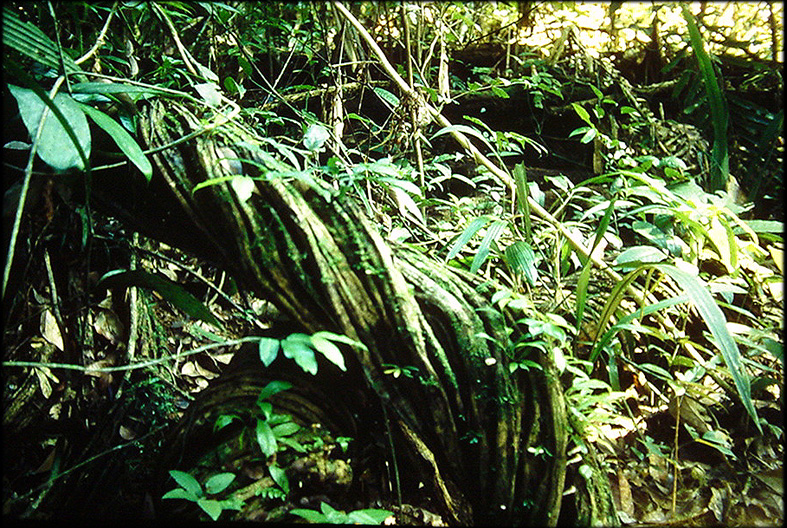
Cette vieille liane torsadée a fini par devenir aussi épaisse qu'un tronc d'arbre (Près du Fleuve Sinnamary, (Guyane)

Une liane est une plante grimpante herbacée ou ligneuse à la tige particulièrement souple qui utilise d'autres végétaux comme les arbres mais aussi d'autres supports verticaux, pour monter vers la canopée bénéficiant d'un meilleur ensoleillement. Les lianes constituent un des types biologiques transversaux de la classification de Raunkier.

## Définition
Le mot liane ne désigne pas une catégorie taxonomique, mais plutôt une description de la façon dont la plante croît, l'architecture de la liane et son évolution au cours de sa vie en fonction des étages forestiers qu'elle occupe et de la nature et des formes des supports qu'elle trouve différent de celles d'un arbre.

On trouve des lianes dans plusieurs familles de la classification scientifique.
Leur caractéristique commune et principale, probablement une adaptation évolutive acquise dans la course à la lumière au cours de l'évolution, est qu'elles grandissent en s'accrochant aux arbres, mais il ne s'agit pas toujours de plantes parasites ni de compétition, certaines pouvant même apporter des bénéfices à leur « hôte » qui n'est en général ni endommagé, ni étouffé par elles et à l'habitat qu'elles enrichissent.

## Typologie
Certaines poussent à partir du sol vers le ciel. D'autres peuvent être épiphytes de façon temporaire au cours de leur cycle de vie. La graine apportée par un animal germe dans l'arbre, laisse descendre une longue tige dont le bourgeon apical qui s'enracinera dans le sol, la sève pouvant alors remonter vers le haut. On parle alors de lianes hémiépiphytes.

## Répartition géographique
Les lianes sont surtout répandues dans les forêts tropicales humides. Il est commun d'y trouver plusieurs dizaines, voire jusqu'à plus d'une centaine de lianes (de plusieurs espèces différentes) sur un seul arbre.

Quelques lianes s'épanouissent cependant en climat tempéré, par exemple la salsepareille, les glycines, le lierre grimpant ou la clématite, dont Clematis vitalba L. qui est une plante pionnière capable de rapidement s'épanouir sur les lisières et dans les grandes trouées. Si elle présente l'intérêt de rapidement opacifier les lisières en protégeant la forêt de la déshydratation et d'un soleil bas, elle peut localement gêner les opérations sylvicoles dans les coupes rases. Elle peut rapidement envahir un milieu ouvert (94 % des graines disséminées au printemps sont viables jusqu'à l'année suivante), mais les graines qui n'ont pas germé meurent sans laisser de stock durable de graines dans le sol, ce qui rend la maîtrise de cette plante plus aisée qu'il n'y paraît).
Certaines sont cultivées comme plantes alimentaires, tels la vigne ou le houblon, ou comme plantes décoratives (chèvrefeuilles, clématites..).

## Dans l'écosystème

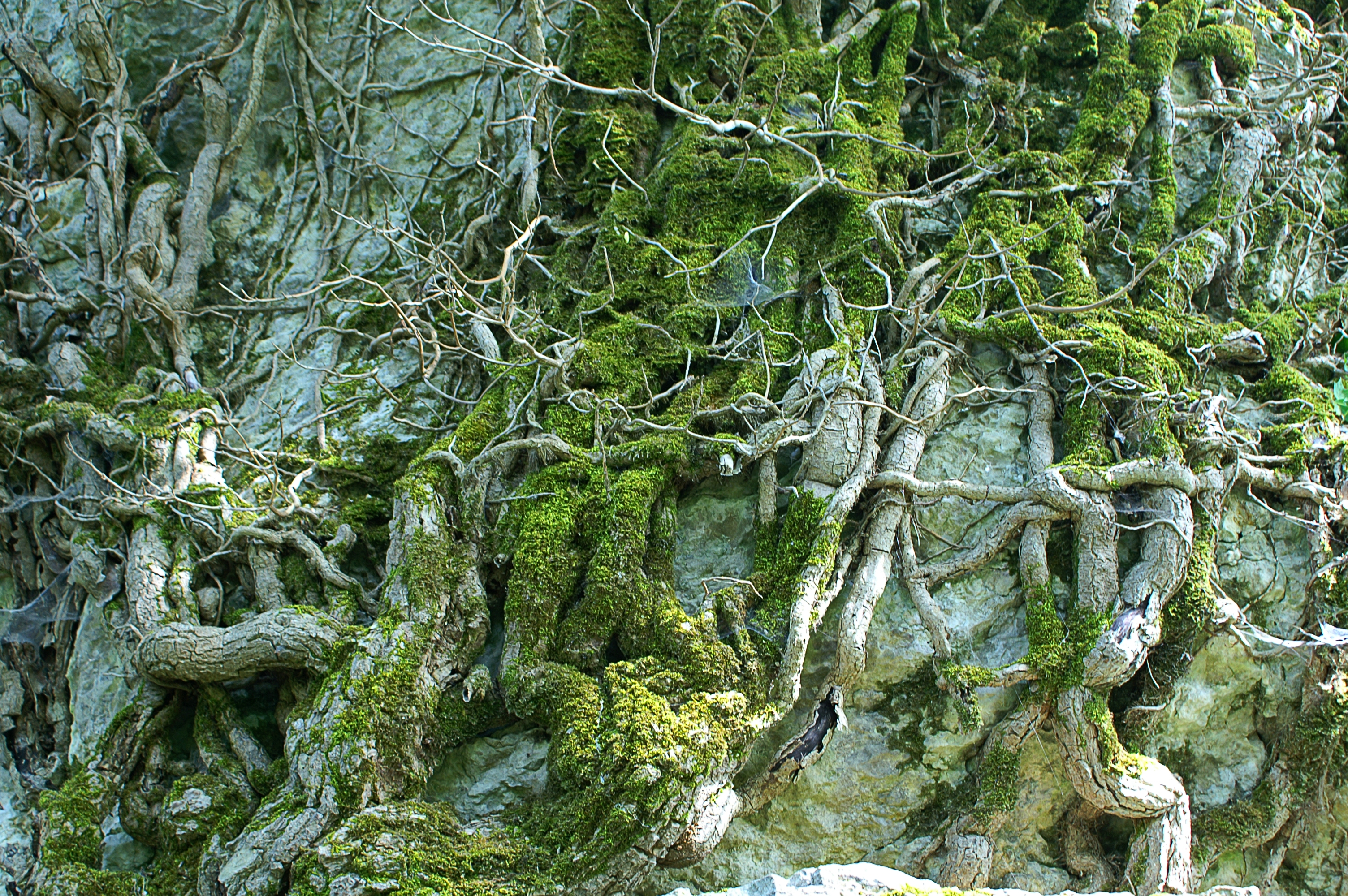
Lianes de Val de Cusance

Dans l'écosystème forestier, les lianes forment parfois de véritables rideaux protecteurs sur les lisières forestières ou sur les ripisylves, préservant la forêt des ultraviolets solaires et du vent déshydratant.
Elles jouent souvent le rôle de ponts, d'échelles et de passerelles près de la canopée et dans les étages de la forêt, permettent à de nombreuses formes de vies animales de parcourir la hauteur des arbres sans parfois jamais descendre au sol. Certaines lianes creuses abritent des fourmis qui circulent protégées à l'intérieur de ces lianes.

Les lianes sont parfois une source importante de graines.
Certaines lianes, tel le lierre (Hedera helix L.) en forêt tempérée alluviale, non seulement n'entrent pas en compétition avec les arbres qui les supportent, mais contribuent à augmenter la richesse forestière, notamment en apportant des oligo-éléments spécifiques.
En Amérique du Sud, le changement climatique en cours semble avantager les lianes aux dépens des arbres, ce qui pourrait affecter la capacité des forêts tropicales à fixer le carbone.

## Utilisation des lianes

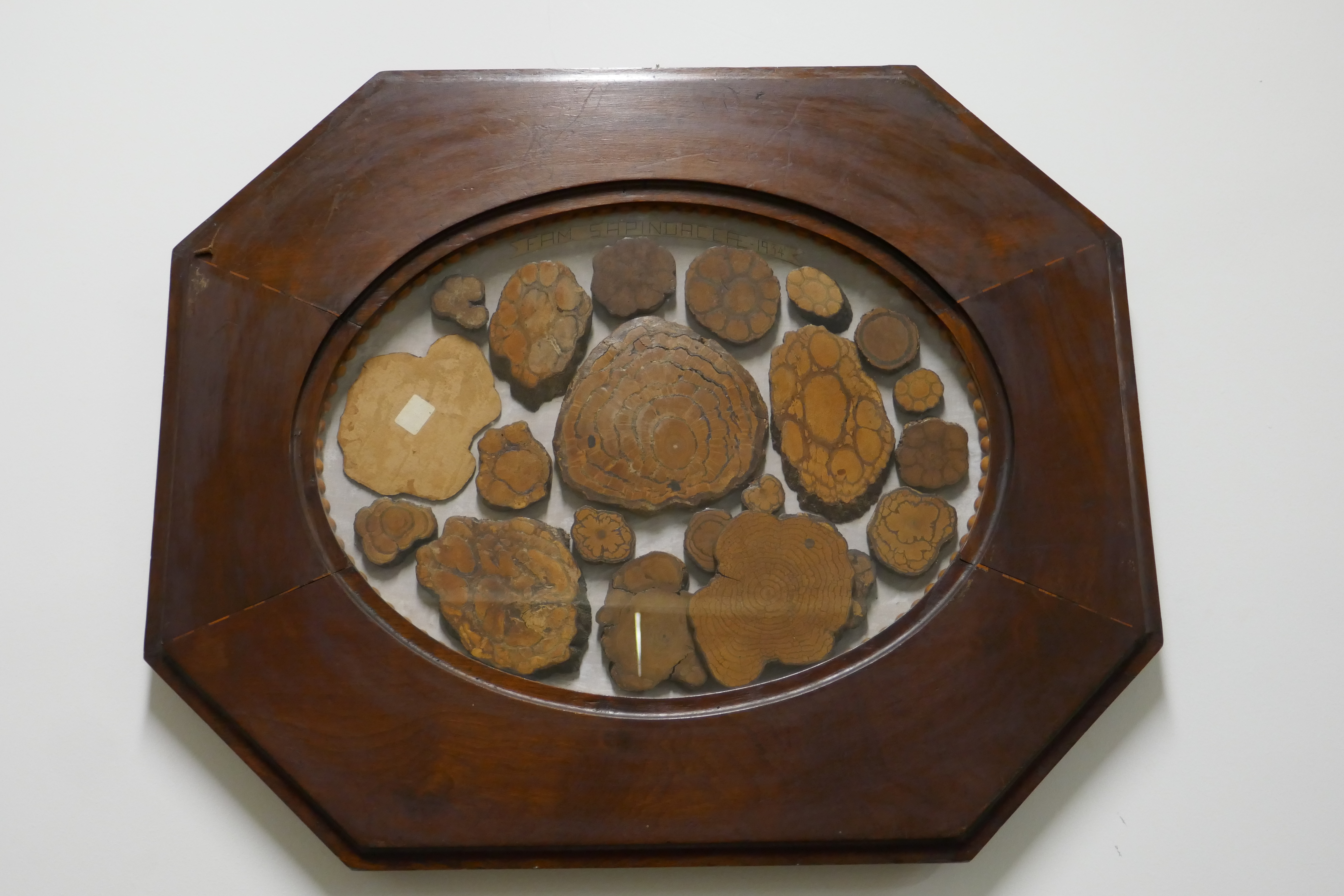
Lianes en coupes transversales à l'herbier du jardin botanique de Rio de Janeiro.

Dans la bande dessinée et au cinéma, la liane a été popularisée en tant que véhicule le plus apprécié de Tarzan. Les grands singes tels le chimpanzé ou l'orang outan s'en servent comme échelle pour accéder aux cimes des arbres, ou en consomment certaines parties. Elles servaient aussi d'assemblage aux XVIe et XVIIe siècles.

### Usage décoratif
Certaines lianes sont utilisées dans les parcs et jardins et jusque sur les habitations (glycine, lierre, vigne vierge).

### Cordage et matériau de construction
Certaines lianes servent à la fabrication de cordes, pouvant servir à la construction de ponts suspendus.
Le rotin est une sorte de palmier à port lianescent servant au peuple Hoti à fabriquer des meubles.
Il existe une activité traditionnelle du Vanuatu, où un rite initiatique consiste à sauter de 25 mètres en se freinant à l'aide d'une simple liane. Ce sont en particulier les Saa qui pratiquent ce rituel qui évoque le "saut à l'élastique".
Le masque Bodi est fabriqué avec du raphia et du "musètè", une liane qui pousse dans la forêt primaire.

### Alimentation, boisson

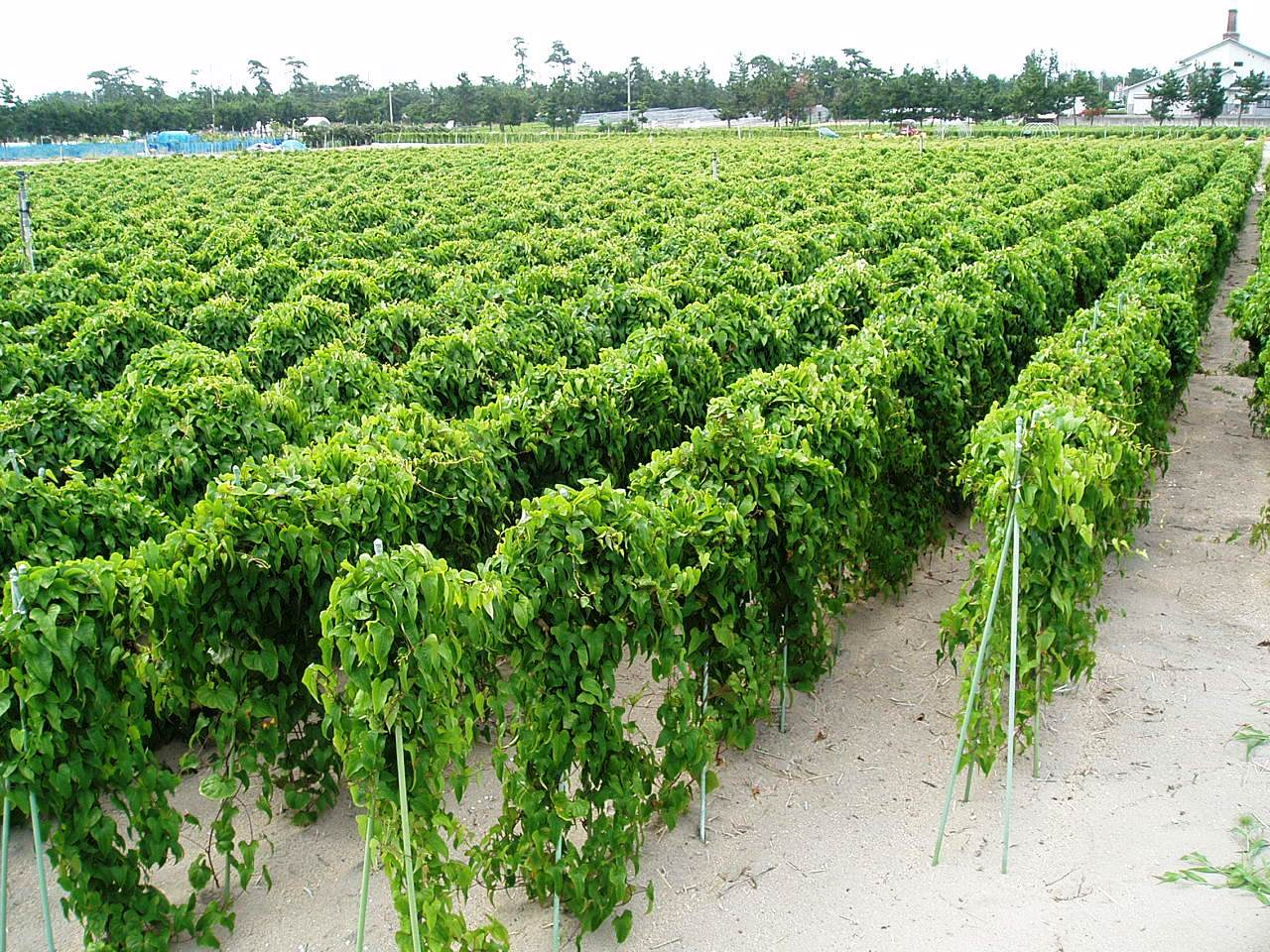
Culture de Dioscorea polystachya au Japon.

Certaines plantes lianescentes à tubercules (en Afrique) sont consommables par l'être humain et d'autres primates (qui contribuent à diffuser leurs graines).
La vigne Vitis vinifera est une liane, dont les raisins, depuis l'Antiquité servent à fabriquer du vin .
Diverses lianes contiennent de l'eau que l'on peut boire en forêt, ou des substances servant de médicament, ou de toxines utilisées pour la pêche en Amazonie.

### Alimentation
Le houblon est une liane bien connue des amateurs de bière, mais qui a aussi des vertus médicinales. La vanille qui parfume les patisseries provient d'une liane, notamment cultivée à Madagascar. Enfin le poivrier long est une autre espèce lianescente produisant un poivre poussant sur les contreforts himalayens indiens.

### Médecine
Le curare est une substance extraite de certaines lianes d'Amazonie, notamment Chondodendron tomentosum qui provoque une paralysie des muscles.
Une autre espèce étudiée est Banisteriopsis caapi dont un composant principal entre dans la composition de l'ayahuasca. Les principes actifs hallucinogènes sont des alcaloïdes présents dans l'écorce. On en a isolé près d'une dizaine et les trois principaux sont l'harmine, l'harmaline, et la d-tétrahydroharmine.
Uncaria tomentosa, dite « liane du Pérou », jouit d'un renouveau d'attention pour ses propriétés médicinales.

### Pêche
La liane hali hali sert à la pêche à la nivrée en Amazonie.